# Хатунцев, Борис Николаевич
Борис Николаевич Хатунцев — российский и советский юрист, правовед и публицист.

## Биография
В 1920-х годах на преподавательской работе.
На 1925 год — состоял в должности доцента Саратовского государственного университета.
На 1928 год — в должности приват-доцента правового отделения Восточного факультета Азербайджанского государственного университета имени В. И. Ленина.
На 1942 год — доцент Азербайджанского государственного университета.

## Научно-публицистическая деятельность
Б. Н. Хатунцев занимался исследованием социально-психологических основ власти. В своих работах попытался обосновать сущность и природу власти как социально-психологического явления. Его рабты актуальны и до настоящего времени, на них активно ссылаются в своих работах современные правоведы.

## Некоторые публикации
- Хатунцев Б. Н. О природе власти: Опыт исследования социально-психологических основ власти. — Саратов: Тип. Уралгуботместхоза, Уральск, 1925. — 149 с. — 3000 экз.
- Хатунцев Б. Н. О социально-психологшическом исследовании личности обвиняемого на предварительном следствии и суде // Право и суд (Саратов) : научный журнал. — 1924. — № 2. — С. 51—56.
- Хатунцев Б. Н. О социально-психологическом исследовании личности подсудимого // Наш суд: сборник статей по вопросам теории и практики советского права : сборник статей. — Саратов: Изд. Саратовского губ. суда, 1924. — С. 8—10.
- Хатунцев Б. Н. Участие исполнительных комитетов советов в акционерных обществах // Еженедельник Советской Юстиции : научный журнал. — 1926. — № 12. — С. 357—359.
- Хатунцев Б. Н. Отчуждение муниципализированных строений в сельских местностях // Еженедельник Советской Юстиции : научный журнал. — 1926. — № 16. — С. 491—492.
- Хатунцев Б. Н. Конституция ЗСФСР 14.IV.25 // Известия Правового отделения Восточного факультета Азербайджанского государственного университета имени В. И. Ленина : сбориник. — Баку, 1928. — Вып. II. — С. 93—109.
- Хатунцев Б. Н. Конституция Азербайджанской ССР 26.III.27 // Известия Правового отделения Восточного факультета Азербайджанского государственного университета имени В. И. Ленина : сбориник. — Баку, 1928. — Вып. I. — С. 90—99.
- Хатунцев Б. Н. Административная репрессия в законодательстве Азербайджанской ССР // Известия Правового отделения Восточного факультета Азербайджанского государственного университета имени В. И. Ленина : сбориник. — Баку, 1928. — Вып. III. — С. 85—100.
- Хатунцев Б. Н. Указ Президиума Верховного Совета СССР от 26 июня 1941 г. «О порядке назначения и выплаты пособий семьям военнослужащих рядового и младшего начальствующего состава в венное время» и его применение. — Баку, 1942. — 171 с.